# Thereva aureomaculata
Thereva aureomaculata är en tvåvingeart som beskrevs av Krober 1912. Thereva aureomaculata ingår i släktet Thereva och familjen stilettflugor. Inga underarter finns listade i Catalogue of Life.